# Тамаши, Арон
А́рон Та́маши (20 сентября 1897, Фаркашлака, Австро-Венгрия — 26 мая 1966, Будапешт, ВНР) — венгерский писатель. Известен на родине в  Трансильвании и в Венгрии за произведения, написанные в оригинальном секейском стиле.

## Биография
Родился в секейской семье в Фаркашлаке (ныне Лупени, Харгита). В 1912 году Арона записали в католическую гимназию города Секейудвархей. Ещё будучи гимназистом начал писать рассказы. В июле 1918 года принял участие в битве при Пьяве. Поступил на юридический факультет в клужский университет, однако проучился недолго, так как преподавание там скоро стало вестись исключительно на румынском языке. Поступил в Коммерческую академию, которую и закончил два года спустя.
В 1923 году эмигрировал в США, там активно работал и посылал рассказы на родину. В 1925 году в Клуже вышел его первый сборник «Душа отправляется в путь». Из эмиграции Арон Тамаши возвратился в 1926 году, будучи уже достаточно известным на родине. В июле 1926 года принял участие в собрании известных венгерских писателей Румынии, учредивших «Эрдейский Геликон» — «свободное содружество писателей». Благодаря этой организации изданы первые произведения Тамаши, написанные уже на родине.
В 1932 году Тамаши опубликовал роман «Абель в глухом лесу» — одно из лучших его произведений. За ним проследовало еще два романа-продолжения. Тамаши приобрел известность в Венгрии, получил престижную премию Баумгартена. Всего при жизни Тамаши опубликовал десять сборников рассказов.
В 1945 году Тамаши стал почетным депутатом венгерского парламента от Национально-крестьянской партии, в 1954 — членом Совета Отечественного фронта Венгрии. Ему была присуждена высшая национальная премия — Премия Кошута. В 1963 году Арон Тамаши стал членом президиума Совета мира. Последнее произведение писателя «Ветка шиповника» писалось под диктовку женой писателя, но так и не было закончено. Арон Тамаши после продолжительной болезни умер 26 мая 1966 года в Будапеште.

## Избранная библиография
- «Абель в глухом лесу» (1932)
- «Абель в своей стране» (1934)
- «Абель в Америке» (1934)
- «Матяш, ломающий льдины» (1936)
- «Сверкает звезда» (1937)
- «Птица певчая» (1934)
- «Обманчивая радуга» (1942)
- «Колыбель и сова» (1953)
- «Зеркало отечества» (1953)